# De Capocorp D'En Munar
De Capocorp D'En Munar es un cultivar de higuera de tipo higo común Ficus carica, unífera (con una sola cosecha por temporada, los higos de otoño), con higos de epidermis con color de fondo verde amarillento con sobre color verde blanquecino. Se cultiva en la colección de higueras de Montserrat Pons i Boscana en Llucmajor, Islas Baleares.

## Sinonimia
- sin sinónimos“,[4][6][7]

## Historia
Actualmente la cultiva en su colección de higueras baleares Montserrat Pons i Boscana, rescatada de un ejemplar o higuera madre nacida silvestre y localizada en el término de Llucmajor, en la finca "Capocorp" propiedad de Miquel Munar en La Marina de Llucmajor. La higuera está junto a un estanque de agua potable, y a la sombra de un pino centenario, compartiendo agua y nutrientes, con un tronco tendido a ras de suelo.
La variedad 'De Capocorp D'En Munar' se llama así por el nombre de la finca (Capocorp) y el apellido del propietario (Muner). Esta es una variedad única, puesto que brotó de semilla de forma natural en la finca Capocorp.

## Características
La higuera 'De Capocorp D'En Munar' es una variedad unífera de tipo higo común. Árbol de vigorosidad reducida-mediana, copa alargada y de ramaje muy alargado espesa de follaje, con emisión de rebrotes. Sus hojas son de 5 lóbulos en su mayoría, y pocas tanto de 3 lóbulos como de 1 lóbulo. Sus hojas con dientes casi ausentes márgenes serrados muy finos, con un peciolo exageradamente largo, pilosidad escasa en el envés, con el ángulo peciolar agudo. 'De Capocorp D'En Munar' tiene poco desprendimiento de higos, poco rendimiento productivo y periodo de cosecha medio con recolección tardía. La yema apical cónica de color verde amarillento.
Los frutos de la higuera 'De Capocorp D'En Munar' son higos de un tamaño de longitud x anchura:43 x 45mm, con forma esférica, que presentan unos frutos grandes, deformes, asimétricos de forma, de unos 42,330 gramos en promedio, cuya epidermis es de un grosor delgado, de textura bastante fina y delicada que incluso con tocarla se pela, de consistencia muy blanda, color de fondo verde amarillento con sobre color verde blanquecino. Ostiolo de 1 a 3 mm con escamas pequeñas moradas. Pedúnculo de 2 a 4 mm troncocónico verde oscuro. Grietas longitudinales escasas. Costillas poco marcadas. Con un ºBrix (grado de azúcar) de 24 de sabor dulce jugoso, con color de la pulpa rojo intenso. Con cavidad interna mediana, con aquenios pequeños y pocos. Los frutos maduran durante un periodo de cosecha medio, de un inicio de maduración de los higos sobre el 3 de septiembre al 18 de octubre. Cosecha de buena calidad con poco rendimiento productivo y periodo de cosecha medio.
Se usa en alimentación humana. Bastante resistentes a las lluvias y rocíos,poco susceptibles  al desprendimiento. Muy poco resistentes al transporte debido a su blandura.

## Cultivo
'De Capocorp D'En Munar', se utiliza en fresco en alimentación humana. Se está tratando de recuperar de ejemplares cultivados en la colección de higueras baleares de Montserrat Pons i Boscana en Llucmajor.